# Agua Dulce (California)
Agua Dulce es un lugar designado por el censo del condado de Los Ángeles, en Sierra Pelona Valley, justo al norte de Santa Clarita, California.

## Geografía
Agua Dulce, tiene una población de 4,000 habitantes. Se localiza geográficamente entre los 34°29′30″N 118°19′50″O / 34.49167, -118.33056. La localidad cuenta con una superficie de 65 km².